# Venusia nigrifurca
Venusia nigrifurca är en fjärilsart som beskrevs av Louis Beethoven Prout 1926. Venusia nigrifurca ingår i släktet Venusia och familjen mätare. Inga underarter finns listade i Catalogue of Life.